# Palicourea frontinoensis
Palicourea frontinoensis là một loài thực vật có hoa trong họ Thiến thảo. Loài này được Cogollo & C.M.Taylor mô tả khoa học đầu tiên năm 1997.